# Otto Winkelmann
Otto Winkelmann (ur. 4 września 1894 w Bordesholm, zm. 24 września 1977 tamże) – niemiecki oficer policji w stopniu Gruppenführera SS, współodpowiedzialny za deportację obywateli węgierskich narodowości żydowskiej do hitlerowskich obozów zagłady. Po wojnie uniknął kary i zamieszkał w RFN.

## Życiorys
W 1932 został członkiem nazistowskiej NSDAP, a w 1938 zasilił szeregi SS. Od 1939 pracował w Głównym Urzędzie Policji Porządkowej jako szef tzw. Kommando-Amt którego zadaniem była rozbudowa i uzbrojenie sił policyjnych na terenach okupowanych przez III Rzeszę. W 1944 Himmler powierzył mu funkcję Wyższego Dowódcy SS i Policji na Węgrzech, okupowanych przez wojska niemieckie. Na tym stanowisku współpracował z Adolfem Eichmannem w organizowaniu deportacji około 400 000 obywateli węgierskich narodowości żydowskiej do obozów zagłady.
1 maja 1945 dostał się do niewoli amerykańskiej. 27 października 1945 został przeniesiony na Węgry. Tamtejsza prokuratura zwróciła się do niego z prośbą o zostanie świadkiem w procesach przeciwko Ferencowi Szálasiemu, Emilowi Kovarczowi, Béli Imrédy i Franzowi Antonowi Baschowi. Fiaskiem zakończyły się próby postawienia Otto Winkelmanna przed węgierskim sądem za zbrodnie wojenne. We wrześniu 1948 Amerykanie przeforsowali powrót byłego esesmana do okupowanych Niemiec, gdzie został zwolniony. Zamieszkał w Bordesholm. W kwietniu 1955 został wybrany z ramienia CDU do lokalnego parlamentu Kilonii. W 1958 zrzekł się mandatu radnego. W maju 1961 został przesłuchany jako świadek w procesie Adolfa Eichmanna. W tym samym roku przeszedł na emeryturę jako „pułkownik policji”. Został prezesem związku byłych oficerów policji. W 1962 rząd RFN przyznał mu dodatkowo rentę w wysokości 1700 marek.